# Vitali Fridzon
Vitali Valerievich Fridzon, en ruso: Вита́лий Валерьевич Фридзо́н, (nacido el 14 de octubre de 1985 en Klintsy, Rusia) es un jugador de baloncesto ruso que juega en las filas del BC Zenit San Petersburgo. Con 1,96 m de estatura, su puesto natural en la cancha es el de escolta y el de base.

## Trayectoria
- Standard Togliatti (2001-2004)
- Khimki (2004-2013)
- CSKA Moscú (2013-2018)
- Lokomotiv Kuban (2018-2020)
- BC Zenit San Petersburgo (2020- )

## Palmarés
- Copa de Rusia: 1

BK Jimki: 2008
- Euroliga: 1

CSKA Moscú:  2016
- VTB United League: 5

BK Jimki: 2010-11
CSKA Moscú: 2013-14, 2014-15, 2015-16, 2016-17
- Eurocup: 1

BK Jimki: 2012